# Пирриды
Пирриды, также Эакиды — царский род, правивший в V веке до н. э. — около 231 года до н. э. в древнем Эпире. Название династии от легендарного основателя — сына Ахилла Пирра, который более известен под своим вторым именем Неоптолем.
- Адмет: 469—450 годы до н. э.;
- Таррип: 395—361 годы до н. э.;
- Алкет I: 361 год до н. э.;
- Неоптолем I: 361 год до н. э.;
- Арриб: 361—342 годы до н. э.;
- Александр I: 342—331 годы до н. э.;
- Эакид: 331—313 годы до н. э.;
- Алкет II: 313—307 годы до н. э.;
- Пирр I: 307—302 годы до н. э.;
- Неоптолем II: 302—295 годы до н. э.;
- Пирр I (вторично): 295—272 годы до н. э.;
- Александр II: 272—255 годы до н. э.;
- Пирр II: 255 — ок. 239 года до н. э.;
- Птолемей: ок. 239—231 годы до н. э.;
- Пирр III: ок. 231 года до н. э.;
- Деидамия: ок. 233 года до н. э.

- В 235/31—165 гг. до н. э. — Эпирский союз;
- 165—159 годы до н. э. — Хароп (тиран).

К этой династии принадлежала и дочь Неоптолема I — Олимпиада, жена Филиппа II Македонского и мать Александра.